# Tiyi-Meryaset
Tiyi-Meryaset (Tiyi, Aimée d'Isis) est la grande épouse royale du roi Sethnakht et la mère du roi Ramsès III de la XXe dynastie.

## Généalogie
Tiyi-Meryaset est l'épouse (et la seule connue) du roi Sethnakht, fondateur de la XXe dynastie, et la mère du roi Ramsès III. Elle est représentée sur deux stèles : aux côtés de son époux à Abydos, et auprès de son fils sur une autre.
La reine Tyti, « fille du roi », « épouse du roi » et « mère du roi », était considérée avant comme la fille de Ramsès IX, l'épouse de Ramsès X et la mère de Ramsès XI. Toutefois, une nouvelle analyse concernant cette reine montrerait qu'elle est en fait l'épouse de Ramsès III et la mère de Ramsès IV. Son titre de « fille du roi » pourrait faire d'elle alors la fille de Sethnakht.